# Torneio de Roland Garros de 1978
O Torneio de Roland Garros de 1978 foi um torneio de tênis disputado nas quadras de saibro do Stade Roland Garros, em Paris, na França, entre 29 de maio e 11 de junho. Corresponde à 11ª edição da era aberta e à 77ª de todos os tempos.

## Finais

### Profissional
| Categoria | Evento    | Campeã(s)(o/ões)              | Vice-campeã(s)(o/ões)               | Resultado     | Chave(s)  | Chave(s)       |
| --------- | --------- | ----------------------------- | ----------------------------------- | ------------- | --------- | -------------- |
| Simples   | Masculino | Björn Borg                    | Guillermo Vilas                     | 6–1, 6–1, 6–3 | principal | qualificatório |
| Simples   | Feminino  | Virginia Ruzici               | Mima Jaušovec                       | 6–2, 6–2      | principal | qualificatório |
| Duplas    | Masculino | Gene Mayer Hank Pfister       | José Higueras Manuel Orantes        | 6–3, 6–2, 6–2 | principal | principal      |
| Duplas    | Feminino  | Mima Jaušovec Virginia Ruzici | Gail Chanfreau Lesley Turner Bowrey | 5–7, 6–4, 8–6 | principal | principal      |
| Duplas    | Misto     | Renáta Tomanová Pavel Složil  | Virginia Ruzici Patrice Dominguez   | 7–6, ab.      | principal | principal      |

### Juvenil
| Categoria | Evento    | Campeã(s)(o/ões) | Vice-campeã(s)(o/ões) | Resultado | Chave(s)  | Chave(s)       |
| --------- | --------- | ---------------- | --------------------- | --------- | --------- | -------------- |
| Simples   | Masculino | Ivan Lendl       | Per Hjertquist        | 7–6, 6–4  | principal | qualificatório |
| Simples   | Feminino  | Hana Mandlíková  | M. Rothschild         | 6–0, 6–1  | principal | qualificatório |